# هواسونگ ۶
هواسونگ ۶ (انگلیسی: Hwasong-6) یک موشک کوتاه برد کره شمالی است.
این موشک به ایران صادر شده و تحت عنوان شهاب ۲ تولید می‌شود.